# Salching
Salching település Németországban, azon belül Bajorországban. Lakosainak száma 2829 fő (2023. december 31.). Salching Oberschneiding, Leiblfing és Feldkirchen községekkel határos.

## Népesség
A település népessége az elmúlt években az alábbi módon változott:
| Lakosok száma | 375  | 866  | 893  | 1695 | 2487 | 2543 | 2579 | 2553 | 2749 | 2829 |
|               | 1875 | 1950 | 1975 | 1987 | 2012 | 2014 | 2016 | 2017 | 2021 | 2023 |